# Vic Grimes
Victor Grimes, detto Vic (New York, 3 gennaio 1963), è un wrestler statunitense, noto per aver lottato nella Extreme Championship Wrestling e nella Xtreme Pro Wrestling dove ebbe un celebre scaffold match con New Jack.

## Carriera

### All Pro Wrestling
Grimes cominciò la sua carriera da wrestler nella californiana All Pro Wrestling, dove ebbe una serie di match con Erin O'Grady. Il feud degenerò fino al punto che O'Grady investì Grimes con un'auto.

### World Wrestling Federation
J.R. Benson spedì a Jim Cornette una registrazione video di un incontro di Grimes con O'Grady nella APW. Cornette decise di scritturarli entrambi per un dark match da mettere in scena prima di WWF Shotgun Saturday Night del 20 gennaio 1998. In seguito, Grimes fu fatto debuttare con il ring name Key, e la sua gimmick era quella di uno spacciatore di droga. Ebbe un feud con The Godfather. Poco dopo Godfather si infortunò poco tempo dopo l'inizio della rivalità e questa non poté concludersi.

### Extreme Championship Wrestling
La WWF incoraggiò Grimes a lavorare per la Extreme Championship Wrestling per affinare le sue abilità sul ring. In ECW, Grimes si alleò con Tony DeVito e Spanish Angel, sostituendo P.N. News, nei Da Baldies. I momenti salienti della sua carriera in ECW furono un match con Kid Kash, una title shot al titolo ECW World Heavyweight con Mike Awesome, e un Danbury Street Fight match con Tommy Dreamer.
Durante il pay-per-view Living Dangerously del marzo 2000, un errore di comunicazione tra Grimes e New Jack portò a una brutta caduta da un'impalcatura per entrambi. New Jack ebbe la peggio fratturandosi il cranio e una gamba e perdendo la vista dall'occhio destro. Dopo questo incidente, Grimes lasciò la federazione.

### Xtreme Pro Wrestling

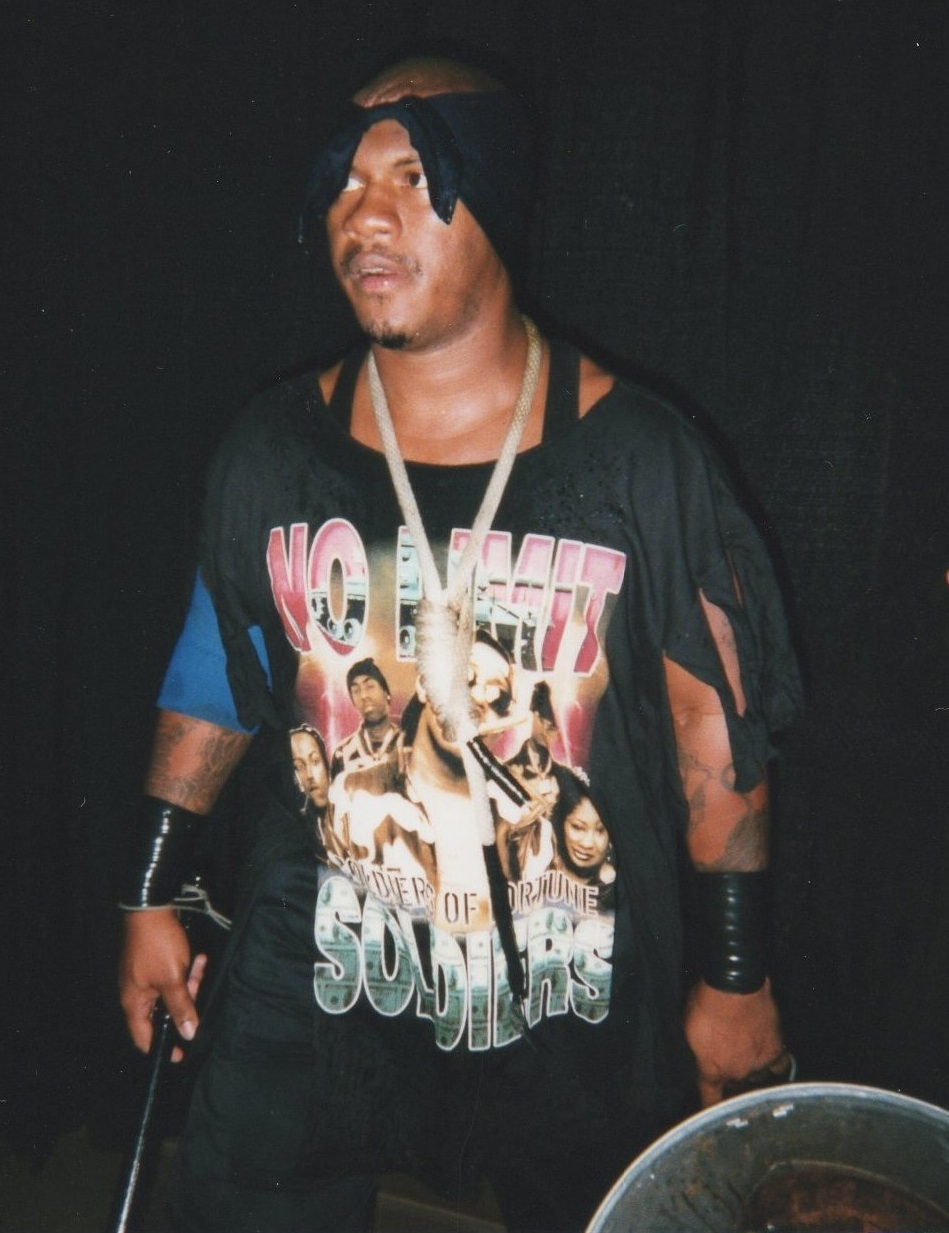
New Jack, arcirivale di Grimes

A seguito della chiusura della ECW, New Jack andò a lottare nella Xtreme Pro Wrestling, e il suo feud con Grimes proseguì in questa compagnia. Grimes aggredì New Jack colpendolo con una chitarra all'evento Payback's a Bitch. Il rinnovato feud generò un tag team match, dove Grimes lottò in coppia con The Messiah mentre New Jack con Supreme; durante l'incontro New Jack fu gettato da Grimes con una powerbomb attraverso un tavolo in fiamme, e New Jack andò a fuoco per circa 10 secondi. Dopo vari altri match tra i due, il feud culminò nel febbraio 2002 in uno scaffold match, dove verso la fine dell'incontro, Jack "uscì dal copione" e colpì ripetutamente Grimes con un taser prima di buttarlo giù dall'impalcatura alta 12 metri facendolo precipitare sul ring; dove erano posizionati 12 tavoli di legno uno su l'altro per fermare la caduta, ma Grimes li mancò tutti tranne due e cadendo si fratturò una caviglia e riportò numerose altre ferite, rischiando di morire nella caduta. Nel documentario del 2005 Forever Hardcore, New Jack affermò che la sua intenzione era quella di far cadere Grimes di testa in modo che morisse così da vendicarsi della mancanza di rispetto nei suoi confronti mostrata da lui che non lo era andato a trovare in ospedale dopo il suo infortunio a Danbury di 18 mesi prima.
Quando Shane Douglas prese il controllo della XPW dopo Baptized in Blood 3, Grimes rimase nella compagnia ed ebbe dei feud con Douglas e Snuff. Durante un tag team match tra Douglas & Lizzy Borden contro Grimes & Lucy, Grimes sbagliò l'esecuzione di una superbomb sulla Borden fuori dal ring, facendole sbattere la testa sul pavimento in cemento. In questo periodo, Grimes lottò anche con wrestler cruiserweight come Psicosis, Little Guido e Altar Boy Luke.

### Wrestling Society X
Quando la XPW chiuse i battenti, Grimes si spostò in varie federazioni regionali facenti parte del circuito indipendente prima di partecipare allo show Wrestling Society X di MTV.

## Riferimenti in altri media
Grimes è apparso nel videogioco Backyard Wrestling 2: There Goes the Neighborhood.

## Titoli e riconoscimenti
- All Pro Wrestling
  - APW Tag Team Championship (2) – con Little Dic Grimes (1) e Frank Murdoch (1)[4]
  - APW Universal Heavyweight Championship (1)[5]
- Power Pro Wrestling
  - PPW Heavyweight Championship (1)[6]
  - PPW Tag Team Championship (1) – con Erin O'Grady[7]
  - PPW Young Guns Championship (2)[8]
- Pro Wrestling Illustrated
  - 270º posto nella lista dei migliori 500 wrestler dell'anno nei PWI 500 del 2001[9]
- Xtreme Pro Wrestling
  - King of the Deathmatch Tournament (2001)[10]